# Oosterzee
Oosterzee – wieś w Holandii w prowincji Fryzja, nad jeziorem Tjeukemeer, w gminie De Fryske Marren. Do 2014 roku wieś znajdowała się na obszarze zlikwidowanej gminy Lemsterland. Sąsiaduje z miejscowością o podobnej wielkości Oosterzee-Buren. W 2023 roku wieś liczyła 910 mieszkańców.